# 捷克斯季利希基区
捷克斯季利希基区（俄語：район Текстильщики）是莫斯科东南行政区的一区，面积5.91平方公里，人口101,550人。它与下诺夫哥罗德区、梁赞区、库济明基区、柳布利诺区和佩恰特尼基区接壤。纺织工站和伏尔加站位于该区内。